# Enrico III de Ventimiglia

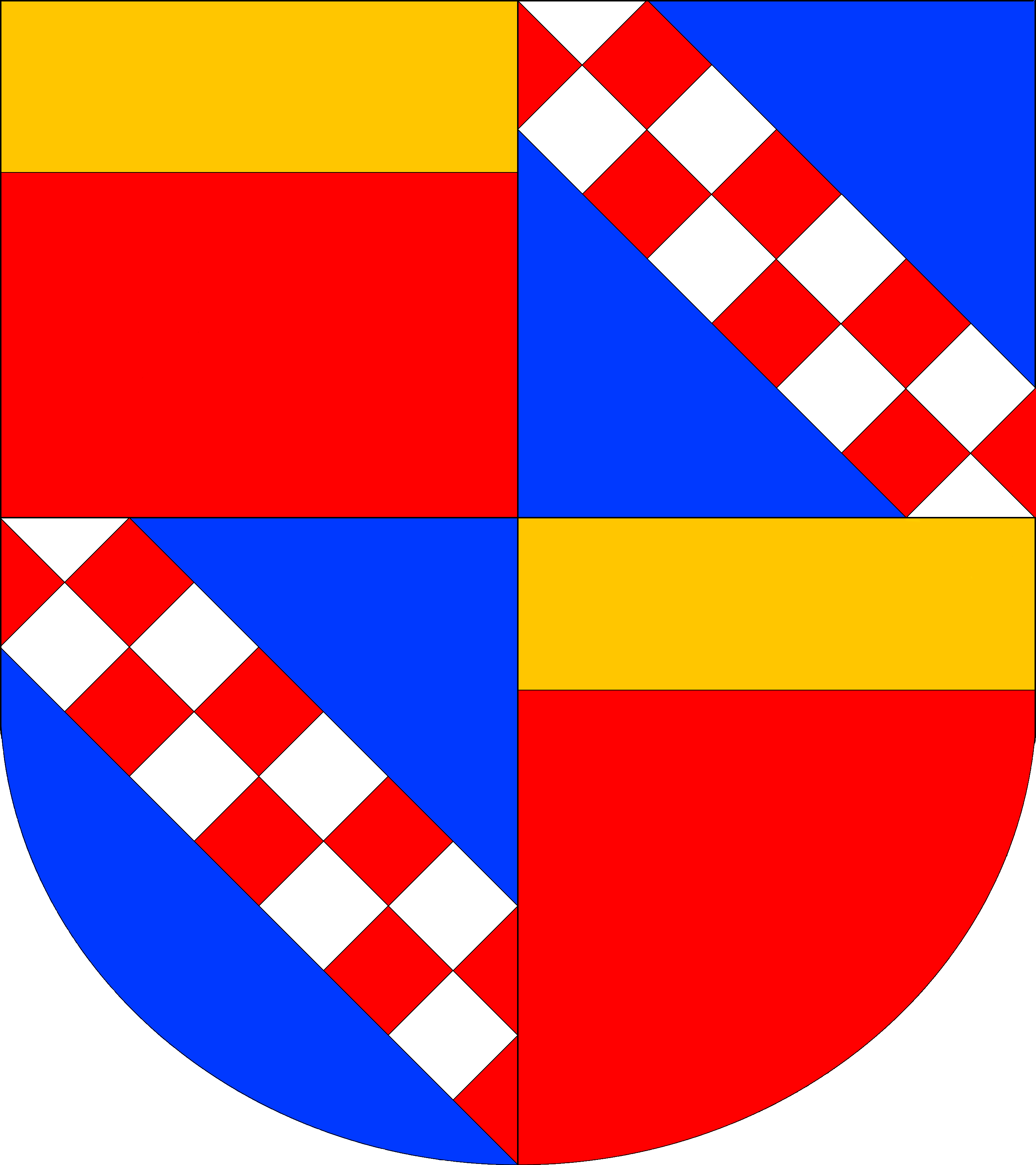
Escudo de armas del marqués de Irache: casa de Ventimiglia combinado con la casa de Altavilla, desde 1433.

Blasón de la Casa de Luna en la época de Sicilia.

Enrico III de Ventimiglia y Clermont-Lodéve (†16 de diciembre de 1493) fue hijo de Antonio de Ventimiglia y Nortman Prades (†1480) y de Margaritha de Clermont-Lodéve y Orsini (Orsini, Ursini, también Ursino) hija de Tristán de Clermont-Lodéve, conde de Copertino y Matera, y de su esposa la condesa Catalina Orsini, hija de Raimondo Orsini.

## Títulos
- XVII conde de Geraci.
- III marqués de Irache.[2]
- Señor de Castelbuono, Tusa, Gangi, Santo Mauro y Pollina.
- Gran almirante del reino de Sicilia.[3]

## Biografía
Primogénito y heredero de Antonio de Ventimiglia, el comienzo de su vida pública estuvo duramente condicionado por la situación financiera de su casa: se disponía a heredar un extenso patrimonio, pero afectado por una deuda colosal a la que no podía hacer frente. Esto y la habitualmente turbulenta forma de proceder del conde-marqués hizo que su vida transcurriese inmersa en una interminable sucesión de situaciones anómalas que marcaron un punto de inflexión en el apogeo de la casa de Ventimiglia, así como su supremacía ante el resto de barones del reino.
Antes de eso, en 1459 y contando con apenas 16 años de edad, participó en el primer caso Sciacca, prestando ayuda de hombres y armas a Pietro Perollo y acogiéndolo en la fortaleza de Geraci cuando huía de Sciacca tras haber atentado contra la vida de Antonio de Luna, conde de Caltabellotta, que se salvó milagrosamente y que más tarde se vengaría ferozmente sobre amigos y familiares de Perollo.
El 4 de junio de 1467 ocupó el cargo de almirante del reino, en sustitución de su padre Antonio de Ventimiglia.
En 1472, siendo todavía el titular del marquesado Antonio de Ventimiglia, resultó muerto en duelo Alfonso de Ventimiglia (primo de Enrico III) a manos de Pietro de Benedictis, hijo del maestro secreto del regno di Sicilia Cristoforo De Benedictis. Ante la escasa voluntad de la justicia ordinaria para solventar la situación, el conde-marqués pidió amparo al rey.
A este punto cabe recordar que el feudo siempre había gozado del privilegio de Diritto di merum et mixtum inperium, es decir, plena y absoluta jurisdicción civil y penal; los Ventimiglia no solo configuraban su propia justicia: la aplicaban en el acto.
Pero la familia de Benedictis por aquel entonces ocupaban importantes cargos de confianza de la corona, y entre la conocida lentitud de la justicia y los retrasos intencionados, a inicios de 1474 la familia Vdentimiglia no había tenido su compensación. Exasperados por la situación, Carlo Ventimiglia, el hermano de Alfonso, convence a su primo Enrico, el primogénito de la casa de Ventimiglia y futuro conde-marqués, para ejecutar una acción punitiva sobre los Benedictis. Dicho y hecho, se desplazaron a Palermo para poner en marcha sus planes, que acabó con una verdadera masacre donde mueren, entre otros, el padre y el hijo del ofensor.
La corona montó en cólera al conocer la noticia y los agresores solo pudieron salvar sus vidas huyendo de la isla, iniciándose un tremendo contencioso entre la corona y la casa de Ventimiglia que casi acaba definitivamente con esta última.
El 21 de mayo de 1474 la corona aprovechó este asunto para promulgar una nueva ley que impedía el duelo entre nobles sin contar con la autorización real. Esta nueva disposición será letal para la casa de Ventimiglia más adelante, cuando será untilizada contra Enrico III en el duelo contra Pietro de Cardona.
Finalmente, el 7 de octubre de 1475 obtuvieron el perdón real, en virtud de los altos servicios prestados siempre por la casa de Ventimiglia a la corona. Eso sí, a un precio exorbitante para la época, el verdadero rescate de un rey: la pena capital se canjeó por una multa de 10.000 Florines.
En 1480 el virrey confirma a Enrico el Diritto di merum et mixtum inperium tanto para el marquesado como para el feudo de Pettineo por seis meses, que fueron renovados en julio. Pero en el siguiente marzo de 1482, el sacro regio consiglio niega más prórrogas a la concesión, decisión respaldada por una gran mayoría de los votos del organismo, a pesar de los inmensos esfuerzos que había hecho el conde-marqués las fechas precedentes entre los miembros del consiglio para obtener su voto.
Fue un duro golpe para el marqués, ya que supuso una importante merma en sus derechos feudales sobre sus dominios. Era una clara transición a nuevos tiempos. No obstante, pudo convencer al soberano Fernando el católico para una postrera renovación de dicha potestad, aunque ya con bastantes limitaciones, que le fue concedida en abril de 1483.
El 16 de junio de 1481 fue declarado rebelde, privado de sus bienes y exiliado a Ferrara, ya que dos días antes, el 14 de junio se batió en duelo con su primo y cuñado Pietro de Cardona, a causa de un asunto de la dote aportada por la novia, el castello della Rocella, según trascendió popularmente. En aquella época los duelos estaban prohibidos, considerados delito de lesa majestad, que podían acarrear pena de muerte con estremo supplizio para los participantes que sobreviviesen.

### Situación financiera
Desde el punto de vista financiero, al conde-marqués no le iban las cosas mejor. La realidad es que no podía hacer frente al pago de la monumental deuda que en concepto de impuestos retrasados tenía con la corona. Estaba en una situación financiera desesperada. De su padre, Antonio, heredaba también una tremenda deuda, no solo con la corona, sino también con parientes y otras personas a las que no se habían satisfecho sus deudas. A todo esto debía sumarse las deudas contraídas por el propio Enrico III, que ni siquiera había pagado los derechos reales por su sucesión en el marquesado de Irache y Pettineo.
El propio Enrico se quejaba de su situación ante el virrey de Sicilia cuando, en abril de 1481, enumeraba los múltiples gastos que había tenido que sufragar con su patrimonio personal para cumplir adecuadamente con su cargo de almirante de la armada del reino, en beneficio de su rey y contra la amenaza turca.
Consiguió una nueva moratoria, esta vez de dos años, para satisfacer los pagos a la corona. Es importante recordar que por aquel entonces la corona necesitaba desesperadamente todo el dinero del que pudiese disponer, para sufragar la guerra de la reconquista de la península ibérica en la que estaba inmersa, y que acabó en 1492 con las reales arcas tan vacías que la reina tuvo que vender sus joyas personales (según cuenta la leyenda, pero en cualquier caso era un buen indicador del estado financiero de la corona) para sufragar la expedición de Cristóbal Colón.
Hubo varios episodios en los que distintos recaudadores de la corona se desplazaron hasta el marquesado, como Paolo Conversano, famoso por haber encarcelado a más de un súbdito moroso. Ante tal situación, intervino el conde-marqués ante el virrey para obtener una nueva prórroga, esta vez para su pueblo, en el pago de las tasas reales. Le fueron concedidos, nuevamente, otro plazo de tres meses.
Pero terminaron los plazos de gracia sin que el marqués hubiese podido hacer frente a sus deudas, así que la corona envió un nuevo comisario, esta vez a Giovanni Battista Sabia, que tampoco consiguió sus objetivos.
En realidad, Enrico III no había pagado ni los derechos reales sobre su sucesión en el marquesado. En 1480, cuando su difunto padre Antonio cedió el feudo de Gangi como dote a su hija Raimondetta por su matrimonio con Tommasso de Moncada, conde de Adernó, también quedó por pagar el impuesto correspondiente, prefijado por entonces a una décima de la transacción total.
Finalmente, en abril de 1482 el virrey Spes, acuciado a su vez por la urgencia recaudadora de la corona, a través del justicia Pietro d’Espagna, tomó la decisión de conceder un ultimátum al conde-marqués: o pagaba en seis días o le serían confiscadas todas sus posesiones y rentas, para su posterior venta hasta obtener la deuda debida.
Pero todos estos pasos fueron infructuosos, ya que en diciembre de 1483 aún no se había producido ningún pago, así que el virrey envió nuevamente a Sabia con el encargo de recuperar el pago íntegro del cíngolo militare, así como el tributo de vasallaje, unos 27.000 florines, sin dilación alguna. Para este menester Sabia había sido dotado de atribuciones especiales: tenía autorización explícita para encarcelar a todo aquel que interfiriese en su tarea recaudatoria o incluso no colaborase de inmediato en su misión, así como capacidad para embargar todo tipo de bien y venderlo, dentro o incluso fuera del propio marquesado: el propio conde-marqués, el capitán, los jurados... cualquier tipo de oficial del feudo estaba obligado a ayudarle en su cometido, bajo pena de aumentar en otros 1.000 reales de oro la cantidad requerida, a guisa de penalización. Los gastos generados por el propio Sabia, a razón de 3 taris diarios, irían a cargo de la administración local.

### Duelo con Pietro Cardona: el comienzo del declive
Tenía el conde-marqués varios frentes financieros abiertos, además de la descomunal deuda con la corona. También había heredado una importante deuda con sus familiares Montcada: a su cuñado Pietro de Cardona, conde de Collesano, le adeudaba la dote por el matrimonio de María Ventimiglia (hermana de Enrico III) con Artal de Cardona (padre de Pietro de Cardona).
Hasta tal punto aumentaron las fricciones en este último caso que desembocaron en un duelo entre ambos, afortunadamente sin consecuencias irreparables. El 14 de junio de 1481 se fijó como fecha para la celebración del lance, en las proximidades de Zucchi. Este duelo, a pesar de su afortunado desenlace, tendrá consecuencias nefastas para ambas casas, pues constituye un delito de lesa majestad.
Está comúnmente admitido que dicho duelo fue provocado por diferencias con la dote que el propio Enrico III debía recibir por su matrimonio con Eleonora de Cardona, el castillo de la Rocella. Leonor de Cardona era hija de Artal de Cardona, es decir, hermana de Pietro y sobrina de Enrico III, pero recientemente Orazio Cancila, en su obra Castelbuono medievale e i Ventimiglia, apunta que el verdadero motivo de tal disputa fue el impago de Enrico a su hermana, ya que en esa fecha el marqués estaba casado con Eleonora de Luna y Cardona, hija de Antonio de Luna y Peralta y de su esposa, Beatriz de Cardona.
Más tarde, a finales de julio de 1484, Giovanni di Tocco, a quien Enrico III adeudaba también una fuerte suma, murió en un alboroto expontáneo, a manos de Muccio Antonio Albamonte, hermano del barón de Motta d’Affermo, familia muy ligada a los Ventimiglia, por los que popularmente se supuso que era en realidad un complot organizado por el propio Enrico III. Nada se pudo probar y Muccio Albamonte se refujió en Lípari.
Por aquellos días, Enrico capturó y encarceló en Castelbuono al mismísimo obispo de Cafalú, para impedir que denunciase a la corona algunas irregularidades que al parecer perjudicaban al conde-marqués. Fue liberado más adelante, pero tuvo que intervenir el virrey Spes. Gracias a la protección de los presidentes del Regno iba soslayando momentáneamente los problemas con la Justicia.
En 1484 fue nombrado capitán del Ejército de Palermo, a fin de anular la amenaza del gran turco, el cual preparaba una armada marítima y terrestre para invadir el reino. Le fueron concedidos poderes extraordinarios, pero en febrero de 1485, atenuada la amenaza del turco, el parlamento le retiró el nombramiento. A mediados de ese mismo año, el virrey Spes creyó llegado el momento e incrimina formalmente al conde-marqués. No teniendo otra causa probada que esgrimir, Enrico III fue encausado por delito de lesa majestad, que era como estaban catalogados entonces los duelos no autorizados previamente por el propio monarca. Como tal delito llevaba anexa la expropiación y destierro, la causa era de extrema gravedad.
Así pues, el virrey Spes envió urgentemente las tropas contra Pietro de Cardona, que fue detenido y extraditado a Malta y todo su patrimonio expropiado por la corona.
Más tarde se pudo retroceder la situación a cambio del pago de una enorme penalización, que fue de hecho la causante del fin del esplendor de la casa de Cardona.
Como en marzo de 1485 no había podido pagar, cedió la baronía de Pettineo como garantía. Asimismo, vendió la baronía de Ciminna por 10.000 florines, con pacto de rescate o recompra.
El 21 de julio de 1485 Enrico III fue condenado en Cefalú y el 28 de julio de 1485, la magna regia curia procede contra el conde-marqués, en términos parecidos, pero incluye en el castigo a algunos de sus capitanes y a Muccio Albamonte.
Las tropas de la corona, mandadas por el virrey Spes, entraron en Castelbuono y Geraci, saqueando y destruyendo todo los que encontraron a su paso. Destruyeron los archivos de la casa de Ventimiglia, así como casi todo lo que no se pudo transportar. Desaparecieron obras de arte, pinturas, esculturas y hasta las dos famosas esculturas de bronce, atribuidos a Lisipo, que se conservaban decorando la tumba de Giovanni I.
Enrico II huyó entonces a Nápoles, a la corte del rey, su tío materno, para pasar después a Ferrara, junto al duque Ercole d’Este, que estaba casado con la hija de Ferrante de Aragón, Leonor, prima del propio Enrico.
Estando Enrico en el exilio, el tribunal della gran corte de Palermo, el 14 de julio de 1487 dictó contra él sentencia de muerte, así como la confiscación de todos sus bienes (que ya habían sido previamente tomados y saqueados por las tropas) a favor del fisco. Murió poco después en Ferrara, aunque se ignora la fecha exacta.
El 16 de diciembre de 1493 murió y fue enterrado en el duomo de Ferrara Federico de Ventimiglia. El historiador Orazio Cancila fundamenta de forma sólida sus sospechas de que quien en realidad está en dicha tumba es el mismísimo marqués de Irache, Enrico III de Ventimiglia y Norman.

## Matrimonio y descendencia
Casó el conde-marqués Enrico III de Ventimiglia en 1470 con su sobrina carnal, doña Leonora de Luna y Folch de Cardona, con descendencia:
- Raimondetta de Ventimiglia.
- Filippo de Ventimiglia, IV marqués de Irache, que sigue.
- Simone I de Ventimiglia, V marqués de Irache, que sigue.
- Caterina de Ventimiglia, investida señora del feudo de Monti Climiti y de la mitad de Diddino en 1505, del feudo de Cipolla en 1508 y de los castillos de Cassibile y Castellucio en 1523. Casó con Antonio Barresi y Ventimiglia, barón de Militello.

## Cambios territoriales en el feudo
Vendió Castel di Lucio por 10.000 florines a Giovanni Guglielmo Ventimiglia, barón de Ciminna, para satisfacer una deuda.

## Línea de sucesión en elmarquesado de Irache
| Predecesor: Antonio de Ventimiglia Prades | Casa de Ventimiglia ? - 1493 | Sucesor: Filippo de Ventimiglia de Luna |